# Fleur du vice
Pour plus de détails, voir Fiche technique et Distribution.
Fleur du vice (Miele di donna) est une comédie érotique hispano-italienne réalisée par Gianfranco Angelucci (de) et sortie en 1981.

## Synopsis
Durant une journée d'août, une écrivaine force, pistolet à la main, un éditeur à lire une de ses histoires. C'est l'histoire d'une jeune fille, Anny, qui vient d'arriver en ville dans la pension de famille Desiderio. Elle s'y lie d'amitié avec l'inquiétante propriétaire et les autres locataires. La pension de famille s'avère être une sorte d'endroit onirique, où chaque pièce mène souvent à des situations érotiques. Anny assiste, nue, à une liaison entre la bonne de la pension et le pensionnaire, s'implique dans une leçon de danse et subit enfin les attentions libidineuses de la gouvernante. Même le dîner ne sera qu'une excuse pour qu'elle ait une relation charnelle avec le mystérieux homme de la pièce. Lorsque l'éditeur termine la lecture, il attend le verdict de l'écrivaine. Elle sort de la pièce et réapparaît après avoir revêtu les vêtements d'Anny, révélant ainsi que les deux sont une seule et même personne et que tout cela n'est qu'un jeu de séduction entre elle et l'éditeur qui s'est déjà répété plusieurs fois.  

## Fiche technique
- Titre français : Fleur du vice ou Honey[1]
- Titre original italien : Miele di donna[2]
- Titre espagnol : Dulce piel de mujer
- Réalisation : Gianfranco Angelucci (de)
- Scenario : Gianfranco Angelucci (de), Liliana Betti, Eligio Herrera
- Photographie :	Jaime Deu Casas
- Montage : Roberto Perpignani (it)
- Musique : Riz Ortolani
- Décors et costumes : Luciano Calosso (it)
- Maquillage : Giovanni Morosi
- Production : Toni Di Carlo
- Société de production : Vogue Film, Producciones cinematograficas Selecciones Huguet
- Pays de production :  Italie -  Espagne
- Langue originale : Italien
- Format : Couleurs - Son mono - 35 mm
- Durée : 91 minutes
- Genre : Comédie érotique italienne
- Dates de sortie :
  - Italie : 25 mai 1981
  - Espagne : 30 novembre 1981
  - France : 29 septembre 1983[1]

## Distribution
- Clio Goldsmith : Anny
- Catherine Spaak : l'écrivaine
- Donatella Damiani : la propriétaire de la pension de famille.
- Fernando Rey : éditeur
- Luc Merenda : l'homme de la pièce
- Adriana Russo : Ines
- Lino Troisi : le retraité
- Susan Scott : la gouvernante
- Pino Pennese
- Francisca Fernández